# Крізь скло, зрозуміло!
«Крізь скло, зрозуміло!» (англ. Through a Glass, Clearly) — збірка з чотирьох науково-фантастичних оповідань американського письменника  Айзека Азімова, опублікована в 1969 році британським видавництвом «Four Square Books».

## Назва
Назви наступних художніх творів зсилаються на рядок 12 «гімну про любов» — одного з найцитованіших фрагментів Нового Заповіту (1 Кор. 13)
| For now we see through a glass, darkly; but then face to face: now I know in part; but then shall I know even as also I am known.[1] |
| Джерело      | Оригінальна назва        | Переклад                            |
| ------------ | ------------------------ | ----------------------------------- |
| Айзек Азімов | Through a Glass, Clearly | У дзеркалі ясному Крізь скло, чітко |
| Філіп Дік    | A Scanner Darkly         | Затьмарення                         |
| Зоряний шлях | In a Mirror, Darkly      | В темному дзеркалі                  |
| Агата Крісті | In a Glass, Darkly       | В темному дзеркалі                  |

## Зміст
| Назва              | назва                     | рік  | тема |
| ------------------ | ------------------------- | ---- | ---- |
| Такий чудовий день | It's Such a Beautiful Day | 1954 |      |
| Віра               | Belief                    | 1953 |      |
| Виведення людей?   | Breeds There a Man...?    | 1951 |      |
| С-шлюз             | C-Chute                   | 1951 |      |